# Ian Paisley
Ian Richard Kyle Paisley (Armagh, 6 april 1926 – 12 september 2014) was een orthodox-protestantse Noord-Ierse dominee en politicus. Vanaf maart 2007 tot mei 2008 was hij eerste minister van Noord-Ierland.

## Biografie
In de jaren vijftig richtte hij Ulster Protestant Action op. Er heerste op dat moment grote werkloosheid in Noord-Ierland, en deze groepering maakte zich sterk voor protestantse arbeiders wanneer katholieke collegae een voorkeursbehandeling kregen. Paisley werd in 1970 gekozen als lid van het Lagerhuis en het volgende jaar begon hij de Democratische Unionistische Partij (DUP), tegenwoordig de grootste partij van Noord-Ierland. Daarnaast bleef hij zijn werk als predikant in de Free Presbyterian Church of Ulster uitoefenen.
Jarenlang was hij de luidruchtigste en onverzettelijkste tegenstander van verandering van de status quo in zijn land. Toen de Britse premier Margaret Thatcher en de Ierse premier Garret FitzGerald in 1985 een overeenkomst bereikten, waarin de Ierse regering een adviserende rol in de Noord-Ierse politiek werd toebedeeld, demonstreerden meer dan 200.000 Unionisten in Belfast onder het motto "Ulster Says No".
Hij meende dat het katholicisme een vloek is die moet worden bestreden. Hij had veel macht in Noord-Ierland: hij noemde het voorkomen van het onafhankelijk worden van heel het Ierse eiland (wat de Britse regering in de 19e eeuw van plan was) een "bewijs dat Gods hand had ingegrepen om de ware mensen te behoeden".
Paisley was van 1979 tot 2004 lid van het Europees Parlement. Daar kwam hij in het nieuws in 1988, toen hij een toespraak van paus Johannes Paulus II verstoorde, de paus voor antichrist uitmaakte en de zaal werd uitgezet. Tot april 2010 was hij lid van het Britse Lagerhuis.
Aanvankelijk weigerden Paisley en zijn partij deel te nemen aan het onderhandelingsproces over Noord-Ierland. Hij weigerde met Sinn Féin, de republikeinse katholieken, ook wel verbonden met de IRA, om één tafel te zitten, zolang niet alle wapens waren ingeleverd. Op 28 juli 2005 kondigde de IRA aan definitief de wapens neer te leggen en te vernietigen. De gewapende strijd moest plaatsmaken voor politiek debat. Daarop zei dominee Paisley bereid te zijn met Sinn Féin om de tafel te gaan zitten.
In oktober 2006 ging de DUP akkoord met het "St. Andrews Agreement", waarin Sinn Féin het gezag van de Noord-Ierse politie voor het eerst erkende. Op 26 maart 2007 gebeurde wat jarenlang voor onmogelijk was gehouden: Paisley en Sinn Féin-leider Gerry Adams zaten samen aan tafel en besloten samen een regering te vormen. Deze werd op 8 mei gevormd, waarbij Paisley eerste minister van Noord-Ierland werd. In mei 2008 legde de inmiddels 82-jarige Paisley zijn functies als premier en leider van de DUP neer. Zijn opvolger is Peter Robinson.

### Privé
Paisley was vanaf 1956 getrouwd met de Noord-Ierse politica Eileen Cassells, vicevoorzitster van de DUP en sinds 2006 lid van het Hogerhuis, evenals Paisley zelf (vanaf 2010). Het paar had vijf kinderen.